# Zitadelle Jülich

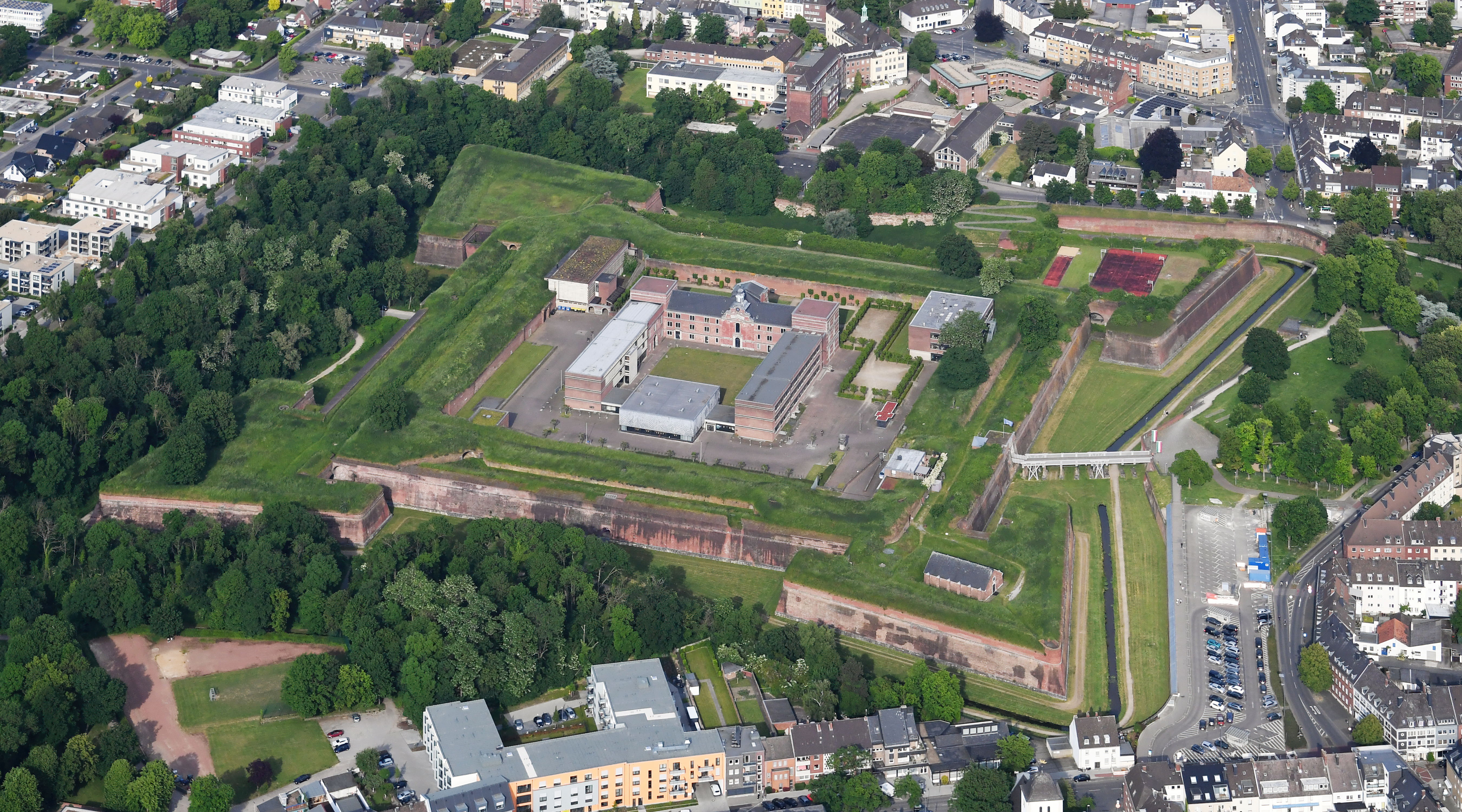
Zitadelle Jülich im Luftbild

Die Zitadelle Jülich war einst Bestandteil der Festung Jülich und ist das wichtigste erhaltene Baudenkmal der Stadt und eine der am besten erhaltenen Festungen im Bastionärsystem in Deutschland. Sie wurde in den Jahren nach 1545 als Bestandteil einer Idealstadt der Renaissance erbaut und ist die älteste Zitadelle nördlich der Alpen. Ihr Baumeister war Alessandro Pasqualini. Sie stellt sich heute als eine vierzackige bastionierte Festung mit einem Umfang von etwa 1200 Metern dar. Umgeben ist die Zitadelle von einem zehn Meter tiefen und 20 bis 30 Meter breiten, teilweise Wasser führenden Graben, aus dessen Grund sie emporwächst. Die Anlage überragt ihre Umgebung (Höhe der Straße) im Ganzen noch um etwa fünf bis zehn Meter. Der Zugang von der Stadtseite aus erfolgt seit einigen Jahren über die Pasqualini-Brücke, über den Graben hinweg, durch eine Poterne. Auch von Norden erreicht man den Innenhof durch einen solchen Tunnel; nur wird der Graben hier nicht durch eine Brücke, sondern durch einen Damm überspannt.
Die Zitadelle ist Sitz des Gymnasiums Zitadelle Jülich und ein geschütztes Kulturgut nach der Haager Konvention.
In vielerlei Hinsicht ähnliche Festungsanlagen aus gleicher Epoche sind die  Zitadelle Spandau in Berlin-Spandau und die bayerische Wülzburg.

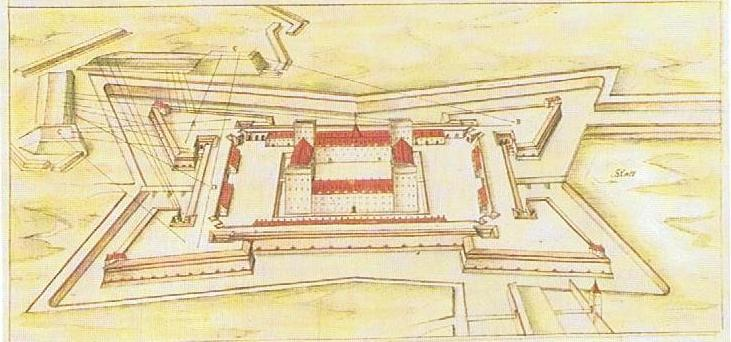
Zitadelle Jülich, Ansicht 1589 Daniel Specklin Architectura Von Vestungen, Straßburg 1589

## Baubeschreibung

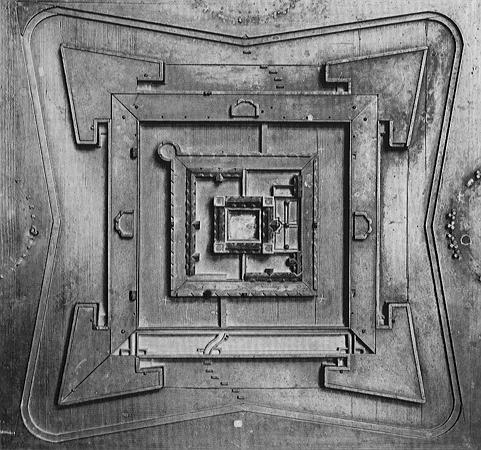
Urentwurfsmodell der Zitadelle

Mit der Jülicher Zitadelle wurde die in der Renaissance viel diskutierte, aber nur selten verwirklichte Bauidee des Palazzo in fortezza, des Fürstensitzes in einer uneinnehmbaren Festung, realisiert: Innerhalb der Zitadelle wurde das herzogliche Residenzschloss errichtet, in dem ebenfalls die Handschrift Alessandro Pasqualinis zu erkennen ist. Dieser palazzo in fortezza ist der älteste im deutschsprachigen Raum und gilt als bedeutendstes Beispiel der Hochrenaissance.
Die Zitadelle sowie die nicht mehr erhaltene Stadtbefestigung wurden von dem italienischen Architekten Alessandro Pasqualini entworfen und zwischen 1543 und 1580 ausgeführt; sie sind in neuitalienischer Manier konstruiert. Die Wallanlagen und auch die Wirtschafts-, Kasernen und Schlossbauten im Innern der Festung sind zum ganz überwiegenden Teil aus Feldbrandziegeln aufgemauert und mit Verzierungen und Verstärkungen aus weißem Blaustein versehen; lediglich die hofseitigen Bögen des Nord- und Südtores sind aus Sandstein gefertigt. Die Wälle bestehen wie bei den meisten derartigen Festungen größtenteils aus Erde, die von Blendmauern eingefasst wird, welche an der Feldseite bis zu fünf Meter stark sein können. Das Wallinnere ist durch ein System von Tonnengewölben unterteilt, um ein Auslaufen der enthaltenen Erdmassen aus einer etwa geschossenen Bresche zu erschweren, damit das Entstehen einer gangbaren Bresche, durch die ein Gegner in die Festung eindringen könnte, verzögert wird. Vom Innenhof führen bombensichere Kasematten hinunter zu den Kanonenhöfen, welche in den zurückgezogenen Flankenstellungen der vier Bastionen eingebaut sind, und hinter fast der gesamten Außenmauer verlaufen unterirdische Galerien. Die Wallstärke ist an der am meisten bedrohten Nordfront mit 42 Metern am höchsten, die Wälle sind vom Grabenboden aus etwa 12–15 Meter hoch. Sie sind zudem abgeböscht, um ihre Stärke zu erhöhen und von oben fallengelassene Wurfgeschosse in Richtung des Gegners abprallen zu lassen.

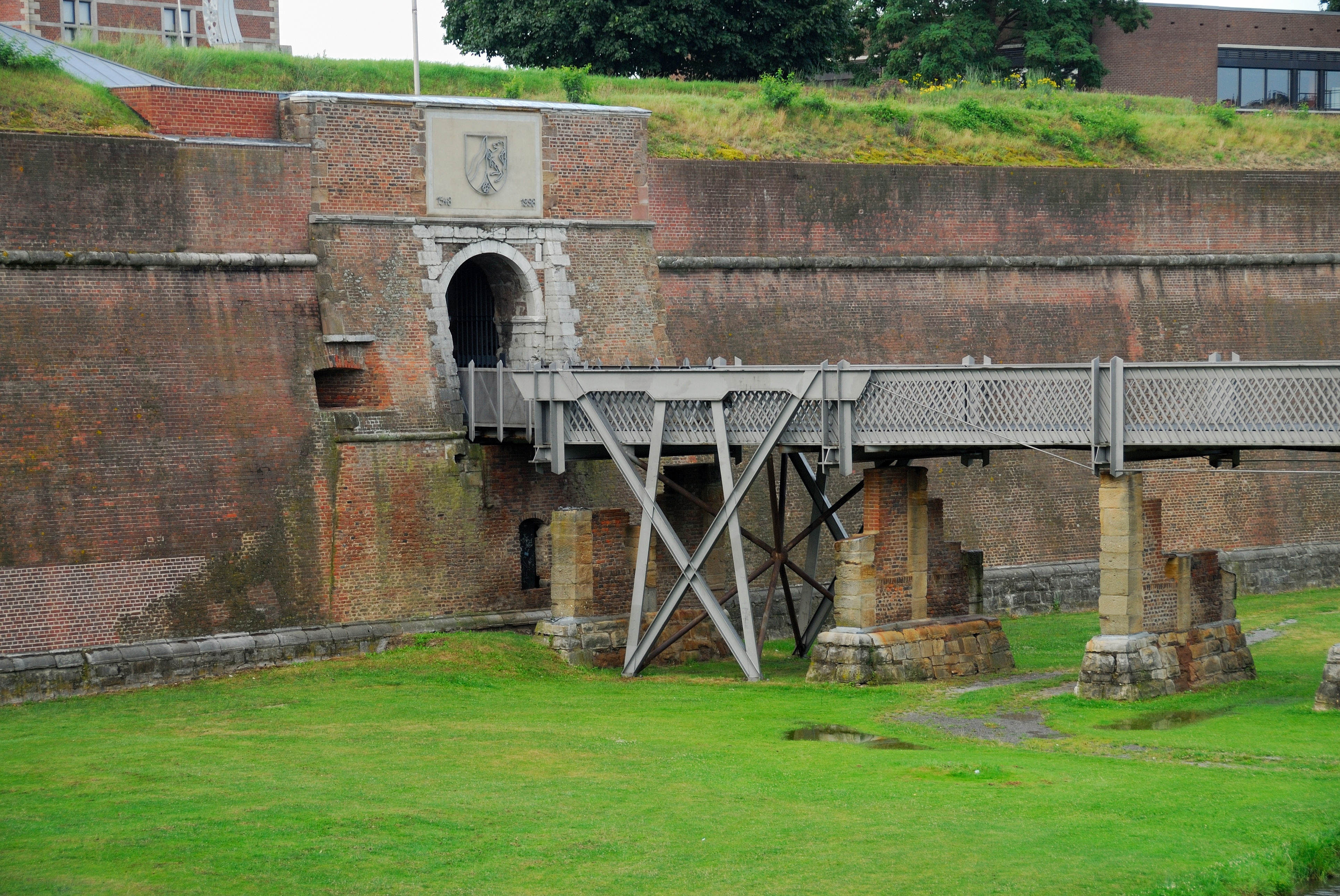
Südtor mit Geschützscharte links von der Toröffnung

Die beiden Poternen, die den Nord- und Südwall durchstoßen, sind am ältesten und stammen aus der Entstehungszeit. Sie sind in geschwungener Form angelegt, um ein Durchschießen zu erschweren. Daneben existieren noch zwei gerade, nicht öffentlich zugängliche Poternen in der West- und der Ostkurtine. Die Pasqualini-Brücke vor der Südpoterne folgt in ihrem Verlauf der alten Grabenbrücke, im Norden findet sich nach wie vor ein nach der Entfestigung von 1860 aufgeschütteter Damm. Nord- und Südtor werden durch flankierende Geschützscharten links neben der Toröffnung gedeckt.
Kurz nach der Fertigstellung waren die Wallkronen noch glatt, im 17. Jahrhundert wurde dann ein Oberwallsystem (Kavalier) installiert, um eine höhere Ausguck- und Schussposition und mehr Raum für Geschützstellungen zu gewinnen. An der südlichen und östlichen Grabenseite hat sich die Kontereskarpe aus dem 16. Jahrhundert erhalten, welche die jenseitige Grabenwand stabilisierte.
In früheren Zeiten war der Wallgraben, wie er von der örtlichen Bevölkerung genannt wird, oftmals geflutet und dann etwa zwei bis drei Meter tief unter Wasser gesetzt, heute ist er fast völlig trocken. Wie die Zitadelle Spandau ist auch die Zitadelle in Jülich auf Pfählen gegründet, was durch den früher sehr feuchten Untergrund bedingt war.

### Die vier Zitadellenbastionen

Lageplan anhand eines Planes aus der Zeit nach 1860: 1. Bastion Wilhelmus, 2. Bastion Marianne, 3. Bastion St. Salvator, 4. Bastion St. Johannes mit Pulvermagazin (Museum), 5. Herzogliches Schloss mit Schlosskapelle und Garten, 6. Südtor mit Pasqualini-Brücke, 7. Nordtor mit Damm

Die vier Bastionen sind im Einzelnen:
- Wilhelmus oder nach preußischer Zählung Bastion No. I

Die Bastion Wilhelmus bildet die südöstliche Ecke der Zitadelle, benannt wurde sie nach dem Bauherrn Herzog Wilhelm V. von Jülich-Kleve-Berg.
Heute ist auf ihrer Plattform der Schulsportplatz des städtischen Gymnasiums untergebracht.
- Maria Anna oder Marianne, auch Bastion No. II

Die Bastion Maria Anna bildet die nordöstliche Ecke der Zitadelle, benannt wurde sie nach der Gattin des Bauherrn.
Sie ist die am stärksten befestigte Bastion, da sie der Merscher Höhe gegenüberliegt – von dort wurden bei Belagerungen wegen der überhöhten Lage bevorzugt die Angriffe geführt. Auf ihr wurde eine ausgeklügelte zweite Verteidigungslinie an der Bastionsbasis auf der Wallkrone installiert. Sie besteht aus einem halbkreisförmigen gedeckten Gang mit zahlreichen Scharten für Handwaffen und leichte Geschütze, welche auf die Bastionsplattform stürmende Angreifer in Schach halten sollte; sie wurde in den 1980er Jahren rekonstruiert. An der Nordface der Bastion befand sich seit der Belagerungsübung 1860 die Große Bresche, sie wurde in den 1980er Jahren vermauert, ist aber nach wie vor klar ablesbar.
- St. Salvator, auch Bastion No. III

Die Bastion St. Salvator bildet die nordwestliche Ecke der Zitadelle.
Zusammen mit der Bastion Maria Anna war sie bei den Belagerungen im 17. Jahrhundert heftigem Beschuss ausgesetzt. Auch sie war Ziel der Beschießungen von 1860, am nördlichen Bastionsohr lässt sich eine der gelegten Breschen noch klar ablesen.
- St. Johannes, auch Bastion No. IV

Die Bastion St. Johannes bildet die südwestliche Ecke der Zitadelle.
Auf ihr befindet sich ein Kriegspulvermagazin aus der Zeit von Napoleon ähnlich wie am Brückenkopf Jülich.
Bemerkenswert ist die verschiedenartige Ausstattung der vier Bastionen nach dem Grad ihrer Bedrohung im Falle einer Belagerung. Maria Anna und Salvator lagen der Merscher Höhe, der natürlichen Angriffsrichtung, am nächsten und waren damit am meisten bedroht, entsprechend sind sie am stärksten und am modernsten ausgebaut. Salvator und Wilhelmus hingegen lagen nahe der Stadtbefestigung, weit weg vom Feind und hinter zahlreichen schützenden Vorwerken, logischerweise sind sie daher eher schwach ausgebaut. An der Südkurtine hat sich die ursprüngliche Form der Kanonenhöfe, von denen aus man das angrenzende Wallstück und die gegenüberliegende Bastionsface unter Feuer nehmen konnte, erhalten – riesige Tonnengewölbe, die nach vorn offen sind und nur Schutz nach oben hin bieten. Alle anderen Kanonenhöfe sind modernisiert worden und weisen eine Maskenmauer auf, welche sie auch nach vorne hin vor Beschuss schützt.

### Vorwerke
Reste der zahlreichen Vorwerke der Zitadelle sind noch vorhanden:
- Kontregarde III vor Bastion St. Salvator, erhebliche Wall- und Grabenreste entlang der Nordwestseite des Grabens
- Kontregarde II vor der Bastion Maria Anna, ein flacher Erdwall am Grabenrand vor der Bastionsspitze
- Ravelin I (auch Ravelin Lyebeck) vor der Ostkurtine, bedeutende Kasemattenreste unter dem Kindergarten, teils als Luftschutzkeller ausgebaut
- Ravelin II vor der Nordpoterne, Wall- und Grabenreste beiderseits des Zufahrtsweges
- Ravelin III (auch Ravelin Judas) vor der Westkurtine, erhebliche Erdreste und Schleusenanlage im Grabenbereich. Das Ravelin war ein Erdwerk und ist nicht überbaut worden, es ließe sich mit relativ geringem Aufwand wiederherstellen
- Ravelin IV vor der stadtseitigen Poterne, Größe im Pflasterbelag angedeutet, Reste des Torhauses
- Schleusenanlage in der Kontramauer unter dem Bonhoefferhaus mit westlichem Zugang zum Stadtgraben
- Anschluss an den Stadtgraben südlich der Bastion Wilhelmus
- Lünette A am westlichen Ende der Artilleriestraße hinter dem Pennymarkt, erhebliche Erdreste

In der Zitadelle sind heute das städtische Gymnasium und ein Museum untergebracht.

### Historische Gebäude in der Zitadelle
Von den einstmals vielfältigen Wirtschafts-, Kasernen- und Repräsentationsbauten ist nach den zahlreichen Belagerungen, Umbauten und den umfangreichen Zerstörungen des Zweiten Weltkrieges nicht mehr viel geblieben. Hier eine kurze Liste der erhaltenen Gebäude und Gebäudereste:
- In der Nordostecke die Reste eines Doppeltores, das zu einem Gebäude gehörte, das im Laufe seiner Existenz offenbar verschiedene Nutzungen erfuhr; mal war es als Laboratorium bezeichnet, mal als Zeughaus. Heute sind die beiden Bögen mit repräsentativen Blausteinverzierungen der Sporthalle vorgesetzt.
- An der Innenseite des Nordwalles die Fundamente von Kasernen, von denen außer dem Sockel nichts geblieben ist.
- In der Nordwestecke ein Gebäude, dessen ursprüngliche Funktion unbekannt ist. Es scheint aber wegen der noch erkennbaren, nun zugemauerten großen Sprossenfenster repräsentativen Aufgaben gedient zu haben und wurde später anderweitig genutzt. Irgendwann wurde ein massives Tonnengewölbe eingezogen, vermutlich für eine Verwendung als bombensicheres Pulvermagazin, was eine Verstärkung der Ostmauer erforderlich machte. Früher hing hier ein preußischer Festungsadler, der einstmals über dem Tor hing und heute im Kellergeschoss des Schlosses (Museum) untergebracht ist. Ein Abguss dieses Adlers ziert das Tor der Zitadelle Spandau. Heute dient das Gebäude als Lager.
- Der Ostflügel des Herzoglichen Residenzschlosses wird weiter unten behandelt.
- Zwei Trophäensäulen südlich des Südflügels gegenüber der stadtseitigen Poterne markieren die Stelle, wo ehemals ein Durchgang durch das Schlossgebäude zum Innenhof lag. Sie bestehen aus Blaustein und weisen ein reiches Dekor im Stil der Renaissance auf, einstmals gehörten sie wohl zur Verkleidung des Südflügels.
- Das Kriegspulvermagazin auf der Plattform der Bastion St. Johannes wurde ab dem Jahr 1806 errichtet (1811 fertiggestellt) und ist das erste Gebäude in der Stadt, das nach dem metrischen System errichtet wurde (Wandstärke genau ein Meter). Es ist in der für solche Bauten üblichen Weise errichtet, mit einem massiven Tonnengewölbe als Dach und nur lose am Hauptbau angebrachten, dünnen Stirnwänden – bei einer Explosion im Innern wären die Wände leicht umgestürzt und der Druck entwichen, das Tonnengewölbe aber stehengeblieben. Als Standort war aus offensichtlichen Gründen die am wenigsten gefährdete Bastion gewählt worden, weit entfernt von der Merscher Höhe im Nordosten. Im Krieg erlitt das Gebäude starke Schäden und beherbergte zeitweise Flüchtlinge, bis in die 1990er Jahre verfiel es und wurde erst dann zu einem Museum umgebaut. Ein etwa halb so großes Magazin, das in seiner Bauweise fast identisch ist, findet sich am Brückenkopf, es wurde gleichzeitig mit dem in der Zitadelle errichtet.
- Die sandsteinernen Innenportale der Nord- und Südpoterne ähneln in ihrem Stil derjenigen, die sich in Schloss Rheydt bei Mönchengladbach finden, sie stammen aus derselben Zeit und auch der Bauherr ist derselbe. Über dem Südportal findet sich eine blausteinerne Reliefplatte mit bemerkenswerten Steinmetzarbeiten aus der Entstehungszeit, sie zeigt die Göttin Ceres mit Füllhorn nebst einigen weiteren allegorischen Figuren. Die Platte ist eine Kopie, das Original befindet sich im Museum im Schlosskeller.

## Schloss
Das herzogliche Residenzschloss entstand ab der Grundsteinlegung am 30. April 1549 im Stil der italienischen Hochrenaissance und wurde gleichzeitig mit den Festungsanlagen begonnen. Es ist mangels geeigneter Steinbrüche in der Jülicher Börde fast ganz aus Ziegeln gemauert und knüpft damit an rheinische und niederländische Traditionen an, allein die Schmuckelemente sind aus Blaustein. Die vierflügelige Anlage besaß zwei Etagen, vier Ecktürme, davon einen repräsentativen hohen Turm an der Nordostecke sowie eine Kapelle in der Mitte des Ostflügels. Das Obergeschoss war dabei als sogenanntes Piano nobile, d. h. für die Gemächer des Herrschers, ausgelegt. Eine Besonderheit stellte die Binnenhofloggia dar, von der sich Spuren der Fundamente im Innenhof bis heute erhalten haben. Auch die Treppenhäuser an den Türmen sind eine Bemerkung wert: sie waren tonnengewölbt und äußerst großzügig angelegt, außerdem waren sie reich mit Steinmetzarbeiten verziert. Auch von ihnen sind umfangreiche Reste vorhanden, vor allem Handläufe und repräsentative Türen. Zwei Treppen sind vollständig erhalten, sie führen ins Kellergeschoss und sind nicht ganz so verschwenderisch ausgestattet, gestatten aber einen Einblick in das Aussehen der alten Treppenhäuser. Die Gestaltung des Schlosses gemahnt stark an zeitgenössische italienische Vorbilder wie den herzoglichen Palast (palazzo ducale) in Urbino, wo sich viele ähnliche Bauelemente wie die Loggia oder die Treppenhäuser finden und der einen guten Eindruck davon vermittelt, wie das Jülicher Schloss kurz nach seiner Vollendung ausgesehen hat. Die Tatsache, dass die Schlosskapelle nicht genau in der Mitte des Ostflügels liegt, sondern nach Süden hin aus der Mittelachse verschoben ist, deutet darauf hin, dass die Reduktion des ursprünglich weitaus großzügigeren Planes erst nach Baubeginn entschieden wurde, als die Fundamente dieser Bauteile schon gelegt waren.

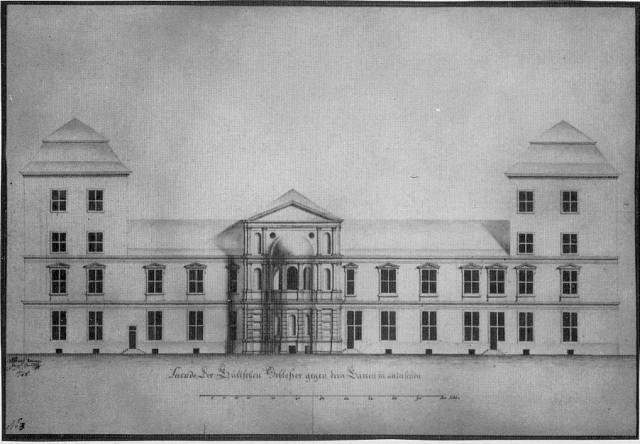
Ansicht des Ostflügels um 1748; man beachte die Verschiebung der Schlosskapelle aus der Mittelachse.

Das Schloss stellte damals im noch stark mittelalterlich geprägten Rheinland etwas völlig Neues dar und bedeutete einen krassen Bruch mit dem Althergebrachten. Es diente als herzogliche Residenz sowohl repräsentativen als auch administrativen Zwecken, es beherbergte die Gemächer und Repräsentationsräume des Herrschers (im Ostflügel) ebenso wie umfangreiche Magazin- und Verwaltungsräume. Davon zeugen noch heute die umfangreichen und gut erhaltenen Kellergewölbe, welche die Zerstörungen des letzten Krieges relativ unbeschadet überstanden und sich unter dem gesamten Schloss erstrecken. Die Fassade war mit Blausteinelementen repräsentativ geschmückt, so gab es einen umlaufenden Triglyphenfries und einen bossierten Blausteinsockel, auch eine Sonnenuhr und ein reicher Figurenschmuck sind belegt, von dem heute kaum noch etwas geblieben ist. Der Innenhof besaß zwei gewölbte Zufahrten, eine von Süden und eine von Norden. Lediglich die im Norden, mit einem überaus reichen Schmuck im Stil des Manierismus, blieb bis heute erhalten. Eine Besonderheit waren auch die noch existenten Toiletten im Ostflügel, die statt der bisher üblichen Außenaborte im Inneren lagen. Bemerkenswert ist auch der große Festsaal im Westflügel, über den heute keine Aussagen mehr gemacht werden können, sowie die noch erhaltene Schlosskapelle, der ein eigener Absatz gewidmet ist.

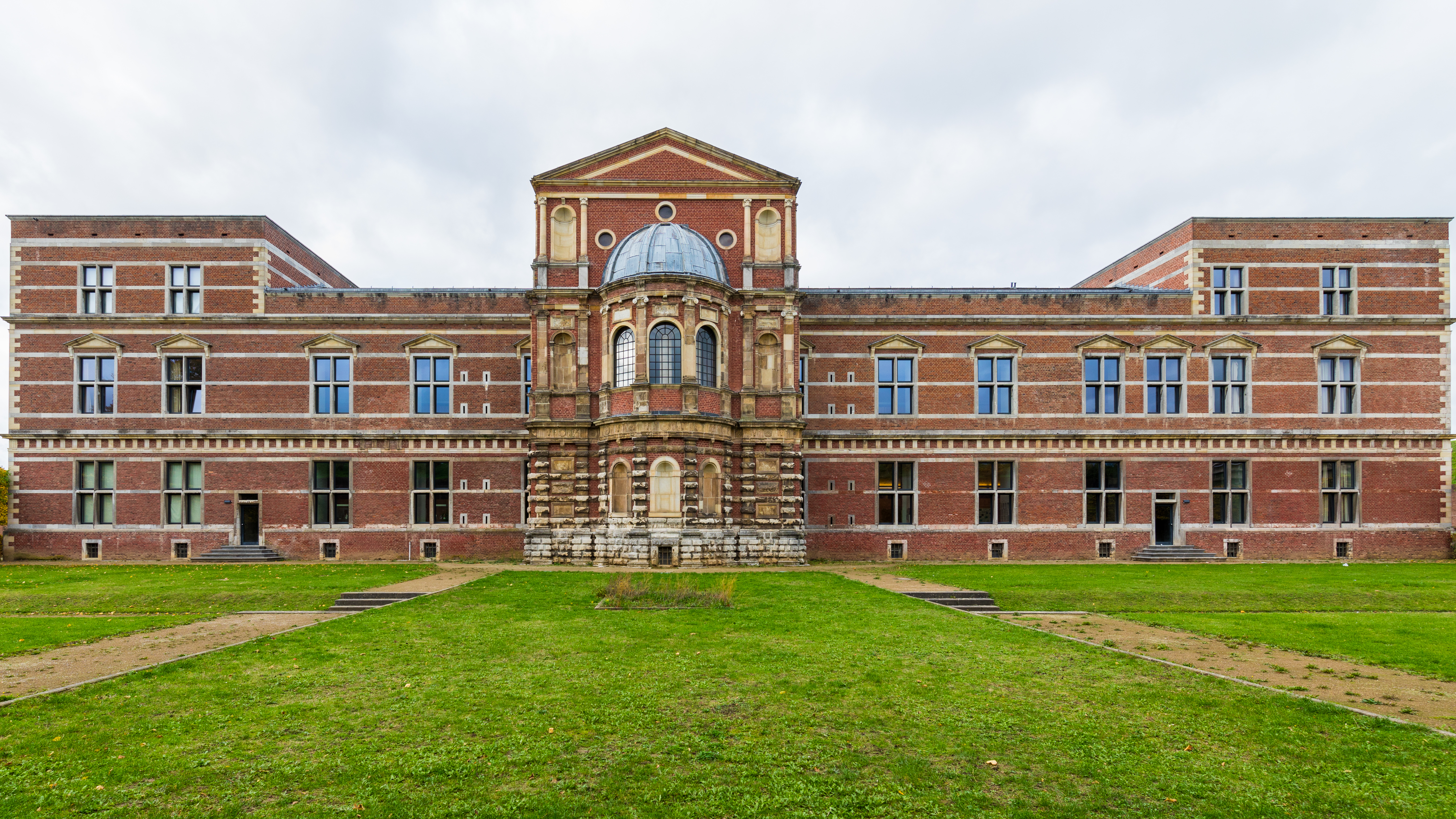
Heutige Ansicht

Ab 1553 war der Ostflügel des Schlosses bezugsfertig und wurde vom Herzog auch zuweilen über längere Zeiträume genutzt, die Bauarbeiten am Schloss dauerten aber mindestens bis 1561. Es wurde in der Folge eher sporadisch genutzt, der Hauptaufenthalt des Herzogs war Düsseldorf. Als Jülich seiner Eigenschaft als Residenzstadt mit dem Aussterben des Herrscherhauses verlustig ging und lediglich noch Festungs- und Garnisonsstadt war, musste auch das Schloss sich den neuen Aufgaben anpassen. Es wurde in eine Kaserne umgebaut und entkernt, statt der ursprünglichen zwei Stockwerke besaß es ab 1738 drei, die vier Türme verschwanden nach und nach. Die militärische Nutzung dauerte bis 1944, bis dahin war das Schloss sehr stark verändert worden und von der ursprünglichen Pracht war nicht mehr viel zu sehen. 1892 wurde der Westflügel bis auf die Kellergewölbe abgerissen, an seiner Stelle erhob sich später die Küche der Garnison.
Im Zweiten Weltkrieg wurde das Schloss bei den heftigen Bombenangriffen und Kämpfen im Jahr 1944 stark zerstört, es brannte völlig aus. Erste Sicherungsmaßnahmen erfolgten erst 1964, dabei wurden kurzerhand der größte Teil des Süd- und Nordflügels ohne vorherige Bauaufnahme oder Rettung erhaltenswerter Stücke gesprengt. Dieser Aktion fiel z. B. die erhaltene Renaissancesonnenuhr am Südflügel zum Opfer. Im Zuge des Umbaus zum Sitz des Staatlichen Gymnasiums wurden am Ostflügel umfangreiche Restaurierungsmaßnahmen durchgeführt, auch das Kellergeschoss, das als Fundament für die neuen Schulgebäude dienen sollte, wurde gesichert. Die Restaurierung des Ostflügels stellte rein äußerlich in weiten Teilen den Zustand des 16. Jahrhunderts wieder her, innerlich ist er allerdings ein fast reiner Zweckbau, der die Verwaltung der Schule und einige Klassenzimmer, aber auch die ehemalige Schlosskapelle enthält. Von der reichen Innenausstattung früherer Tage ist nicht mehr viel erhalten, lediglich Teile der Treppenhäuser und ein im Konferenzraum befindlicher steinerner Kamin zeugen von der alten Pracht. Die Fassade des Ostflügels dagegen lässt noch den Urzustand erahnen, ebenso wie diverse Überreste des alten Figurenschmuckes vor dem Südflügel, als Spolien verbaut in den Innenmauern der Wallanlagen und in einem bemerkenswerten Relief über dem Portal der stadtseitigen Poterne. Bemerkenswert ist außerdem das fast vollständig erhaltene Kellergeschoss mit dem darin untergebrachten Museum und den aufwendigen Anlagen zum Ausgleich der erheblichen Bergschäden.

## Schlosskapelle

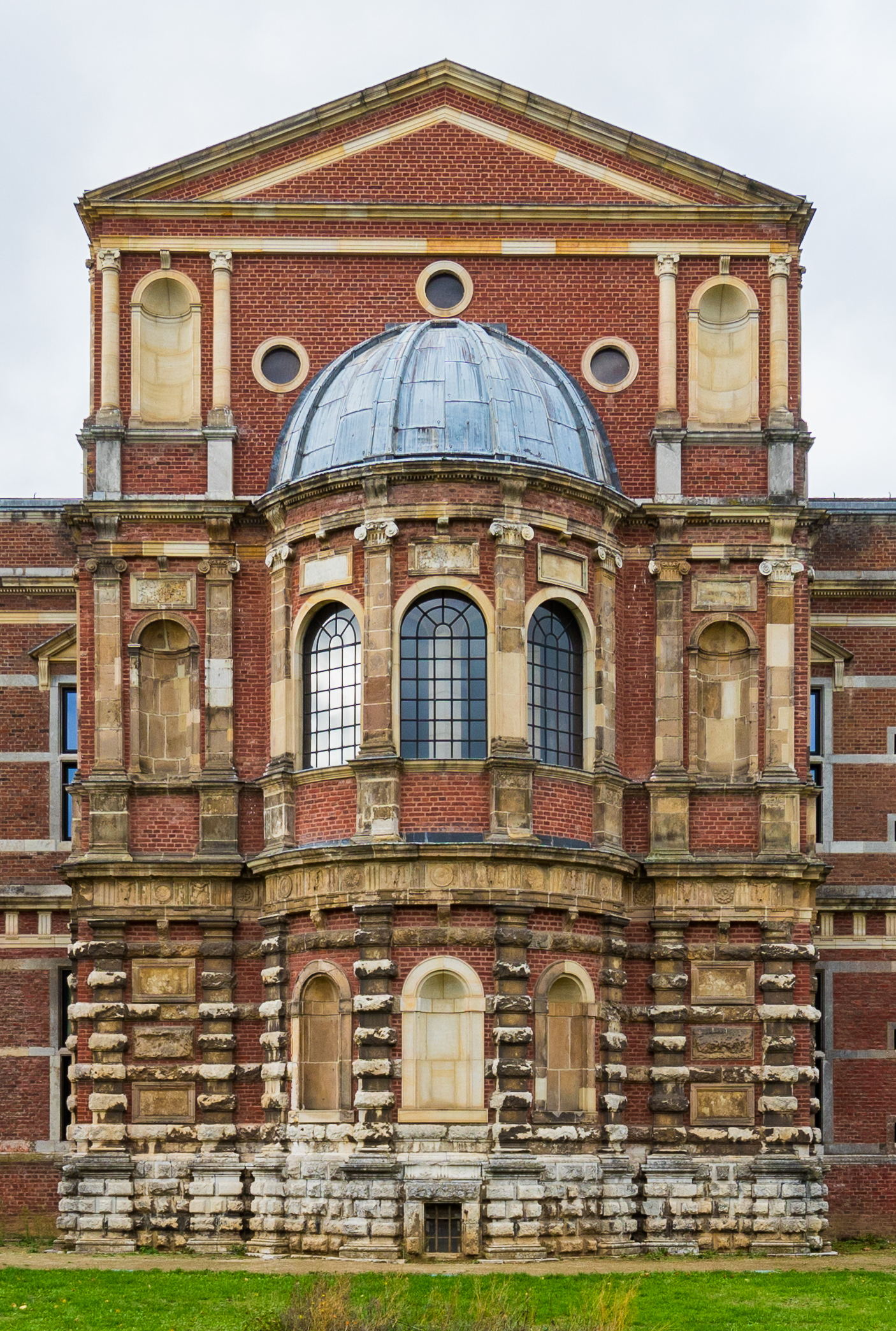
Die Schlosskapelle von Osten her gesehen

Die Schlosskapelle ist ohne Zweifel der architektonische Höhepunkt des Residenzschlosses und wahrscheinlich das kunsthistorisch wertvollste Gebäude der ganzen Stadt und des Umlandes. Von allen Teilen des Schlosses ist sie am besten erhalten bzw. wurde am liebevollsten und vollständigsten restauriert. Sie entstand zusammen mit dem Rest des Schlosses ab 1549, vermutlich ursprünglich als Teil eines größeren Schlossentwurfes, der später reduziert wurde. Deshalb liegt sie nicht genau in der Mitte des Ostflügels, sondern ist in südlicher Richtung daraus verschoben, was darauf hindeutet, dass sie mit dem Nordostturm zu den ältesten Teilen des Baues gehört. Der Herzog sympathisierte seinerzeit stark mit reformatorischen Ideen, weshalb die Kapelle leicht der erste evangelische Kirchenbau im ganzen Rheinland sein könnte. Wie der Ostflügel, in den sie eingebettet ist, ist die Kapelle zweigeschossig: Im Erdgeschoss war der Platz für das Gesinde, während im Obergeschoss die Herrscherfamilie am Gottesdienst teilnahm. Nur in der Apsis der Jülicher Schlosskapelle findet sich heute noch das Mittelstützenmotiv Bramantes, die sogenannte doppelte Fensterordnung. Bei ihr existieren zwei hintereinandergeschaltete Fensterreihen, außen befinden sich drei große Öffnungen und innen vier engere, wodurch ein erstaunlicher räumlicher Effekt entsteht, besonders wenn Sonnenlicht hindurchfällt. In Jülich wurde diese Besonderheit bei einem der zahlreichen Umbauten zerstört, aber bei der Restaurierung nach dem Zweiten Weltkrieg wiederentdeckt und rekonstruiert. Sie existiert sonst nur noch am Petersdom in Rom, aber in überbauter Form.
Die Kapelle erfuhr über die Jahrhunderte zahlreiche unterschiedliche Nutzungen, sie diente u. a. als Lagerraum und Pferdestall sowie – natürlich – als Gotteshaus. Zeitweise wurden Zwischenböden eingezogen, um den Raum besser nutzen zu können. Die ursprüngliche Renaissancefassade fiel im 18. Jahrhundert einem Brand zum Opfer und wurde 1768 im Stil des Rokoko erneuert, aus dieser Zeit stammt auch die Form des heutigen Dachreiters. Nach der verheerenden Zerstörung von 1944 wurde die Kapelle in den 1970er Jahren von Grund auf erneuert und 1979 dem Publikum übergeben, sie dient heute als Schulkirche und repräsentativer Konzertsaal. Sie wurde weitestgehend wieder in den Zustand versetzt, in dem sie erstmals erbaut wurde, lediglich die Empore im ersten Stock wurde in Beton ausgeführt, und es fehlt der Verputz auf der Innenseite. Vor dem Westportal finden sich zwei der ursprünglichen spätbarocken Kirchenglocken aus dem ehemaligen Geläut, das nicht rekonstruiert wurde. Sie wurden auf Geheiß des Kurfürsten Karl Theodor im Jahr 1786 gegossen und stammen aus der Saarburger Glocken- und Geschützrohrgießerei des Willibrord Stocky. Beide Glocken sind gesprungen und können nicht mehr verwendet werden.
Die Weiheinschrift von 1768 an der Westfassade der Kapelle lautet:
DEO AVITERNO ET CAELITIBVS SACRUM, FRONTE NOVA CAROLI THEODORI SPLENDEO IVSSV, EX BVSTIS PHOENIX REDIVIVVS ABIT (Ich, dem ewigen Gott und seinen Heiligen geweihte Stätte, erglänze auf Geheiß Karl Theodors mit neuer Fassade, wie sich der Phoenix wiedergeboren aus der Asche erhebt).
Einige Buchstaben der Inschrift sind herausgehoben und bilden ein Chronogramm, das die Jahreszahl 1768 ergibt.

## Geschichte

### Wilhelm der Reiche
Im frühen 16. Jahrhundert waren die vereinigten Herzogtümer Jülich-Kleve-Berg eine der stärksten Regionalmächte in Nordwestdeutschland, der Herzog Wilhelm V. gebot neben Jülich auch über die Herzogtümer Kleve und Berg sowie die Grafschaften Ravensberg und Mark. 1539 übernahm er dazu das Herzogtum Geldern, auf das auch Kaiser Karl V. Anspruch erhob. 1543 kam es deswegen zum Krieg, der für Wilhelm ungünstig ausging: er hatte sich auf Frankreich als Verbündeten verlassen, das aber keinen Finger rührte, um ihm zu helfen. Die kaiserliche Armee mit ihrer modernen Artillerie demolierte die veralteten herzoglichen Festungen mit Leichtigkeit, insbesondere die als uneinnehmbar geltende Burg Nideggen fiel ihnen zum Opfer, und Wilhelm musste sich dem Kaiser unterwerfen und eine Habsburgerin heiraten. Der Herzog war nun darauf aus, seine militärische Position zu stärken, und begann den Bau mehrerer moderner Festungen, darunter Orsoy für das Herzogtum Kleve, Düsseldorf für das Herzogtum Berg und Jülich für das Herzogtum Jülich, wobei die letzten beiden zudem seine Residenzstädte werden sollten und entsprechende Residenzschlösser erhielten. Jülich war im Krieg verschont geblieben, eine neue Stadtbefestigung war begonnen worden, aber Wilhelm wollte eine völlig neue Stadt haben, und so engagierte er den italienischen Baumeister Alessandro Pasqualini, der vorher in den Niederlanden gewirkt hatte. Er betreute nun den Ausbau von Düsseldorf und Jülich als Festungen sowie die Erstellung bzw. Erneuerung der dortigen Schlossbauten. 1547 brannte fast die ganze Stadt nieder, ob durch Zufall oder Brandstiftung, konnte nie ganz geklärt werden. Jedenfalls war der Weg nun frei für eine völlig neue Idealstadtanlage der Renaissance, inklusive einer mächtigen Festung.
Der Urentwurf sah vor, dass die Zitadelle die gesamte Nordseite der Stadt abdecken sollte, sie wäre dann etwa doppelt so groß geworden wie tatsächlich ausgeführt. Geldmangel diktierte eine Reduktion, und sowohl das Schloss als auch die Zitadelle mussten verkleinert werden. Der Bau nahm etwa dreißig Jahre in Anspruch, gegen 1580 waren die Stadtbefestigung und die Zitadelle fertiggestellt. Das ganze Straßensystem der als unregelmäßiges Fünfeck angelegten Stadt mit eigener Befestigung war so ausgelegt, dass sie von der Zitadelle aus beherrscht werden konnte. Schusslinien erstreckten sich von der Zitadelle weg quer durch die Stadt, um Aufstände der Bürger oder die Nutzung durch feindliche Soldaten zu verhindern – die Zitadelle war das Zentrum der Macht in der Stadt.

### Zitadelle als Festung und Garnison

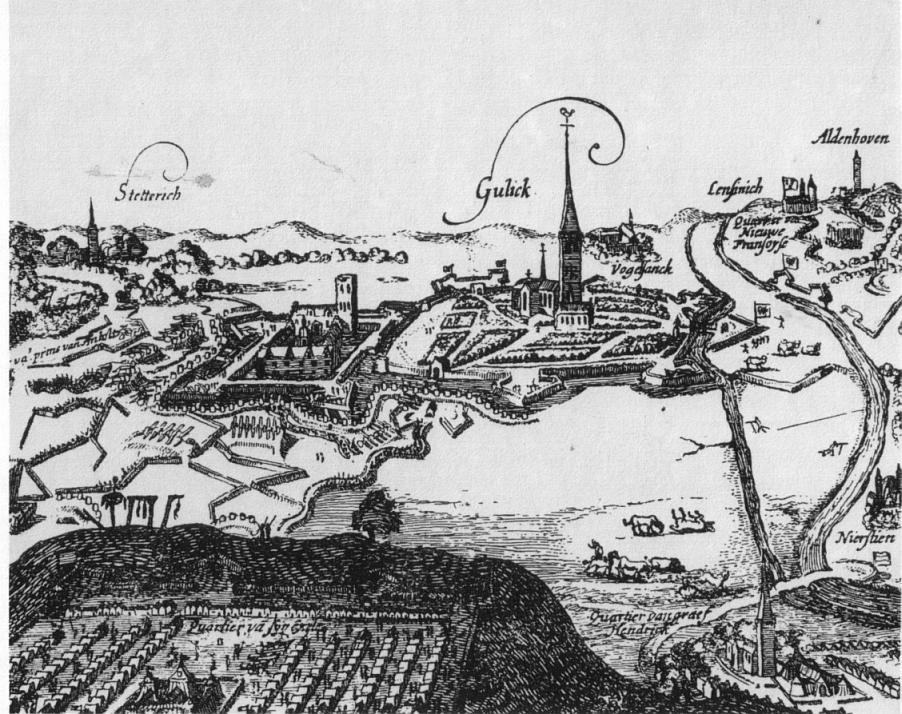
Belagerung der Stadt Jülich 1610

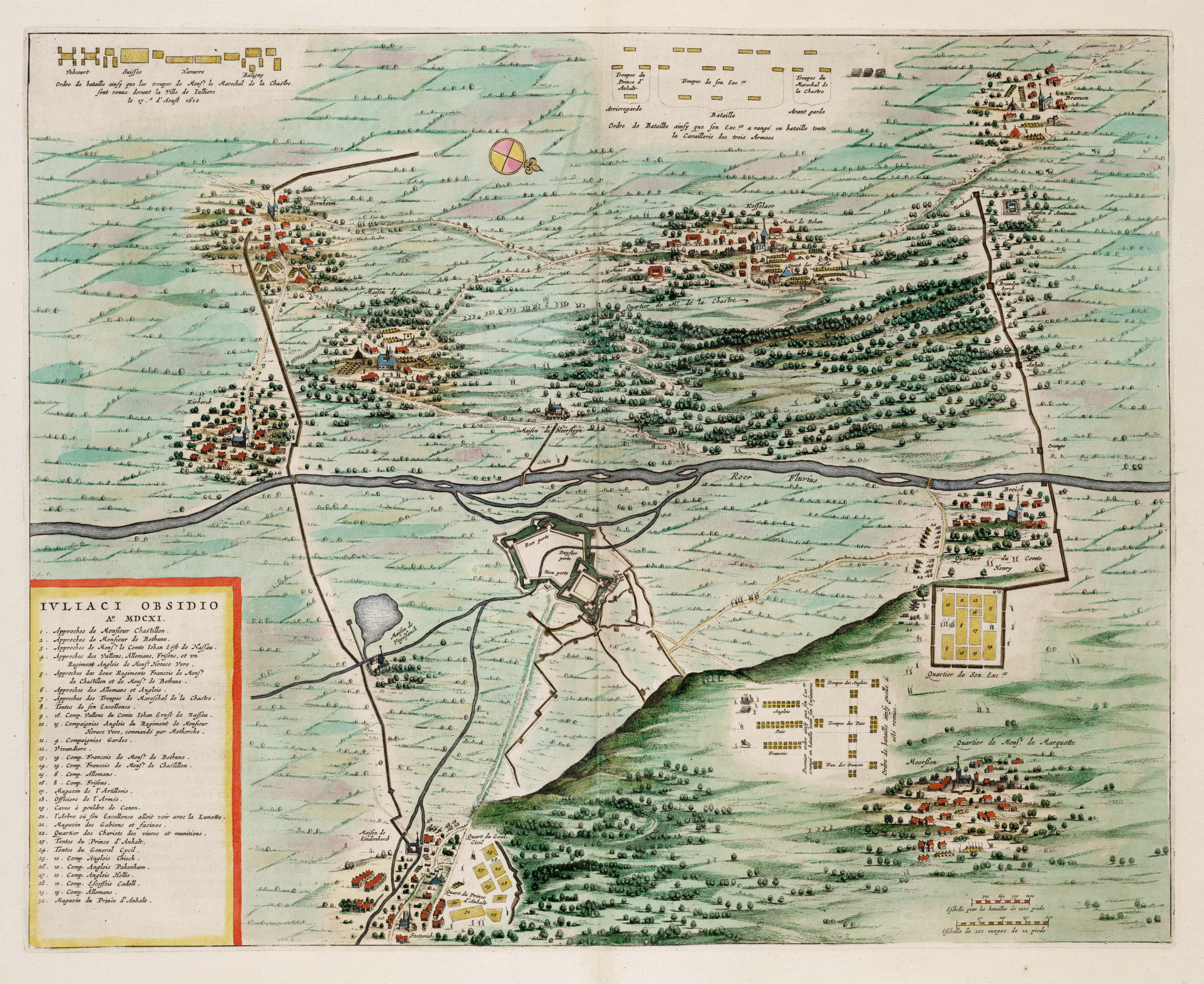
Belagerung und Einnahme von Jülich durch Moritz von Oranien im Jahr 1610, Karte im Atlas van Loon, 1649

1610 kam es im Rahmen des Jülich-Klevischen Erbfolgestreites nach dem Aussterben des Herzogshauses zur ersten Belagerung der von kaiserlichen Truppen besetzten Stadt durch ein Heer der holländischen Generalstaaten (→ Belagerung von Jülich (1610)). Die Festung wurde relativ schnell niedergekämpft, da nicht genug Vorräte vorhanden waren und die Besatzung offenbar nicht ernsthaft mit einem Angriff gerechnet hatte. Beobachter aus vielen Ländern verfolgten den Fortgang der Belagerung der damals modernsten Festung Europas. Die Vereinigten Herzogtümer wurden aufgeteilt, und Jülich kam zusammen mit Berg an das Haus Pfalz-Neuburg. Diese Aufteilung war freilich provisorisch, vorläufig verblieb die Stadt noch in den Händen der Generalstaaten. 1621 folgte eine zweite Belagerung durch spanische Truppen, welche die Stadt den Niederländern wieder entreißen wollten. Die Belagerten leisteten zähen Widerstand, die Kampfhandlungen dauerten den Winter über an, und erst im Frühjahr 1622 kapitulierte die Festung. Die spanischen Besatzer blieben bis 1660, danach fiel die Stadt an die Pfälzer und schließlich die Bayern, welche die Befestigungsanlagen im 17. und 18. Jahrhundert stark ausbauten.
Das Schloss wurde nicht länger für repräsentative oder administrative Zwecke benötigt und zur Kaserne umgebaut. Gegen Ende des 18. Jahrhunderts war die Festung jedoch in einem schlechten Allgemeinzustand und wurde 1794 kampflos den Franzosen übergeben, welche ehrgeizige Ausbaupläne schmiedeten und zum Teil auch umsetzten. Jülich sollte zur wichtigen Etappenfestung zwischen der Rheingrenze und dem französischen Mutterland werden und als Rückhalt für in der Gegend operierende kaiserliche Heere dienen. Zahlreiche neue Vorwerke wurden begonnen, ganz besonders im Vorfeld der Zitadelle, ein Kreis von sieben Lünetten wurde um die Stadt gelegt, von denen fünf im Bereich der Zitadelle lagen, dazu kam der neugeschaffene Brückenkopf. Die Niederlage Napoleons in Russland und bei Leipzig 1813 verhinderte die Fertigstellung aller Ausbauten, und 1814 wurde die Stadt, die nach wie vor eine französische Besatzung beherbergte, den Winter über von den vorrückenden preußischen, dänischen und mecklenburgischen Verbänden zerniert.
1815 wurden Stadt und Festung preußisch, und die neuen Herren bauten die von den Franzosen begonnenen Ausbauten zu Ende. 1860 wurde die Festung aufgehoben, und es kam zu einer groß angelegten Belagerungsübung der preußischen Armee, in deren Rahmen die neuen gezogenen Hinterladerwaffen (Geschütze und Gewehre) ausgiebig erprobt wurden. Die gewonnenen Erkenntnisse kamen den Preußen bei den Belagerungen im Rahmen des Deutsch-Französischen Krieges zugute. Die Stadtbefestigung wurde bis auf geringe Reste beseitigt, lediglich die Zitadelle und der Brückenkopf blieben erhalten. Im Zuge der Entfestigung wurden auch die Brücken über den Graben abgerissen und durch Dämme ersetzt, im Norden ist der damals aufgeschüttete Damm noch erhalten.

### Nach der Entfestigung
Die Zitadelle beherbergte von 1860 bis 1944 eine Unteroffiziersvorschule, mit einer Unterbrechung in den 1920er Jahren, in der dort belgische und französische Besatzungstruppen einquartiert waren. Die Festung trug während der Besatzungszeit die Bezeichnung Quartier Charlemagne. Im Wallgraben befanden sich in den nördlichen Kanonenhöfen der Bastionen Wilhelmus und St. Johannes Schießstände, mit Kugelfängen an den nordwestlichen und nordöstlichen Grabenenden. Die Nordseite der Zitadelle mit dem früher von ihren Vorwerken eingenommenen Raum, zwischen dem Grabenrand und der heutigen Artilleriestraße, wurde als Artilleriefahrplatz von der Garnison genutzt.
In der Zeit des Nationalsozialismus befand sich in der Jülicher Zitadelle ein SA-Heim und ein Schutzhaft-Gefängnis für politisch Verfolgte. Nach der Übertragung der Macht an Adolf Hitler, am 30. Januar 1933, wurden in diesem Gefängnis inhaftierte Kommunisten und Sozialdemokraten, aus Jülich und Umgebung, von SS-Männern schwer misshandelt und gefoltert. Nach Zeugenaussagen waren 1933/34 insgesamt 25 SS- und SA-Männer als Hilfspolizisten im Zusammenhang mit dem Schutzhaftlager in der Zitadelle Jülich tätig. Im Juni 1951 wurden diese ehemaligen SS-Leute wegen ihrer dort begangenen Verbrechen im sogenannten Zitadellen-Prozess vor dem Schwurgericht in Aachen angeklagt und verurteilt.
Im Zweiten Weltkrieg dienten die Kasematten der Zitadelle als Luftschutzkeller. Beim Bombenangriff vom 16. November 1944 wurde sie stark beschädigt, alle Gebäude brannten aus, und zwei Luftminenvolltreffer in die Kasematten der Bastion St. Johannes töteten zahlreiche Zivilisten, die dort Zuflucht gesucht hatten. Weitere Bombenangriffe, Artilleriebeschuss und Straßenkämpfe setzten das Zerstörungswerk fort. Nach dem Krieg sank die Zitadelle in einen langen Dornröschenschlaf und wurde allgemein gemieden und totgeschwiegen, es existierten sogar Abrisspläne. 1964 wurde die Ruine provisorisch „gesichert“, leider wurden im Zuge dieser Arbeiten die meisten Wirtschafts- und Kasernenbauten sowie das Zeughaus und etwa zwei Drittel des Schlosses ohne viel Federlesens gesprengt. Ende der 1960er Jahre wurde die Zitadelle zum neuen Sitz des Staatlichen Gymnasiums, das mit den geburtenstarken Nachkriegsjahrgängen und den zahlreichen Zuwandererkindern ein größeres Zuhause benötigte, erkoren. Der erhaltene Ostflügel wurde leidlich wiederhergestellt, der Rest des Schlosses in moderner Form „ergänzt“. 1972 konnte der Neubau mit angeschlossener Sporthalle und Institutsgebäude vom heutigen Gymnasium Zitadelle der Stadt Jülich bezogen werden, die Plattform der Bastion Wilhelmus und die Wallkrone der Ostkurtine dienen seither als Sportplatz. Im Verlauf der 1980er Jahre wurden die Ost- und Nordkurtine sowie die Bastion Maria Anna wenig behutsam restauriert, das Mauerwerk wurde zu großen Teilen einfach weggerissen und mit Beton und billigen Ziegeln ersetzt. In den 1990er Jahren setzte allmählich ein Umdenken ein, und Nord- und Westkurtine sowie die Bastionen St. Salvator und St. Johannes erhielten eine erstklassige Restaurierung. Bis 1993 wurde der Damm vor der Südkurtine abgetragen und durch die Pasqualinibrücke ersetzt, welche die alte hölzerne Brücke aus der Festungszeit in Stahl nachempfindet. Auch das Pulvermagazin auf der Bastionsplattform von St. Johannes wurde gründlich erneuert und Sitz eines Museums. In den letzten Jahren ist die Zitadelle immer mehr zum touristischen und kulturellen Zentrum der Stadt geworden, was besonders durch die Landesgartenschau 1998 befördert wurde, deren Zentrum neben dem Brückenkopf auch die Zitadelle war. Diese beiden erhaltenen Festungswerke sind mit wenigen Ausnahmen die einzigen Gebäude in der Stadt, welche die totale Verwüstung des Zweiten Weltkrieges überstanden haben, was ihre Bedeutung noch verstärkt.

### Bergschäden
Die Grundwasserabsenkungen durch die vielen umliegenden Tagebaue der Rheinbraun/RWE haben die Gründung der Festung trockenfallen lassen und erzeugen erhebliche Bergschäden durch fließenden Sand und nachgebende Fundamente. Ausgrabungen der 1990er Jahre ergaben, dass die Zitadelle zumindest auf weiten Teilen lediglich auf Sand steht, der durch den sinkenden Grundwasserspiegel stellenweise ins Fließen gerät und Risse und Sprünge in den Wallanlagen entstehen lässt. Eine stetig wachsende Verwerfung läuft von Nordwesten nach Südosten quer durch die Zitadelle, wobei die südwestliche Platte stetig absinkt. Sie erzeugt einen deutlich sichtbaren Riss in der linken Face der Bastion St. Salvator, unterquert das Pädagogische Zentrum und den Südflügel des Schlosses und verlässt die Festung durch die linke Face der Bastion Wilhelmus. Bereits in den 1980er Jahren musste der Südflügel des Schlosses aufwendig gesichert werden, er wurde komplett durchgesägt, um eine Dehnungsfuge einzufügen, und der abgetrennte Teil wurde auf ein kompliziertes System von hydraulischen Dämpfern und Stahlfedern aufgesetzt, unter dem Pädagogischen Zentrum existieren ähnliche Dämpfer, die Verformungen des Gebäudes verhindern sollen. Die Bergschäden nehmen immer größere Ausmaße an, der Niveauunterschied zwischen dem westlichen und dem östlichen Teil des Südflügels beträgt inzwischen etwa 50 cm, und geborstene Fensterscheiben im Pädagogischen Zentrum führten dazu, dass auch dieser Bau abgefedert wurde. Die Risse in den Wällen sind besonders an der Bastion Wilhelmus nicht zu übersehen, auch am Fundament und den Kordonsteinen der Wälle lässt sich der mittlerweile entstandene Niveauunterschied deutlich ablesen. An der Bastion St. Salvator ist die Lage wegen der noch nicht so lange zurückliegenden Restaurierung nicht so offensichtlich, in den Kasematten beider betroffener Bastionen herrscht aber eine gewisse Einsturzgefahr.